# Euderus striata
Euderus striata är en stekelart som först beskrevs av Howard 1897.  Euderus striata ingår i släktet Euderus och familjen finglanssteklar. Inga underarter finns listade i Catalogue of Life.